# Hyalonema curvisclera
Hyalonema curvisclera är en svampdjursart som först beskrevs av Claude Lévi 1964.  Hyalonema curvisclera ingår i släktet Hyalonema och familjen Hyalonematidae. Inga underarter finns listade i Catalogue of Life.